# Bingané
Bingané, également orthographié Biengané, est un village du département et la commune rurale de Koper, situé dans la province de l’Ioba et la région du Sud-Ouest au Burkina Faso.

## Géographie

### Situation et environnement
Bingané est situé à  5 km au sud-est de Koper et à environ 20 km au sud-est de Dano, le chef-lieu provincial.

### Démographie
- En 2006, le village comptait 1 092 habitants recensés[1].

## Transports
Le village se trouve à 4 km au nord-ouest de la route nationale 20 et de la frontière ghanéenne.

## Santé et éducation
Le centre de soins le plus proche de Bingané est le centre de santé et de promotion sociale (CSPS) de Gourpouo tandis que le centre médical avec antenne chirurgicale (CMA) de la province se trouve à Dano.